# Дезень
Дезе́нь (фр. Désaignes, окс. Desanha) — коммуна во Франции, находится в регионе Рона — Альпы. Департамент коммуны — Ардеш. Входит в состав кантона Ламастр. Округ коммуны — Турнон-сюр-Рон.
Код INSEE коммуны — 07079.

## Население
Население коммуны на 2008 год составляло 1173 человека.
| 1962 | 1968 | 1975 | 1982 | 1990 | 1999 | 2008 |
| ---- | ---- | ---- | ---- | ---- | ---- | ---- |
| 1292 | 1482 | 1284 | 1182 | 1087 | 1105 | 1173 |

## Экономика
В 2007 году среди 704 человек в трудоспособном возрасте (15—64 лет) 485 были экономически активными, 219 — неактивными (показатель активности — 68,9 %, в 1999 году было 66,3 %). Из 485 активных работали 428 человек (239 мужчин и 189 женщин), безработных было 57 (25 мужчин и 32 женщины). Среди 219 неактивных 53 человека были учениками или студентами, 80 — пенсионерами, 86 были неактивными по другим причинам.

## Достопримечательности
- Замок XV века. В его подвалах расположен музей, рассказывающий о сельской жизни прошлого и истории деревни.
- Три частных замка XV и XVI века.
- Протестантская церковь.
- Фрагменты стены, которая когда-то окружала Дезень.
- Средневековые городские ворота.
- Кованная железная решётка, исторический памятник.
- Фонтан Барбьер.

## Города-побратимы
- Тазлэу[рум.] (Румыния)

## Фотогалерея

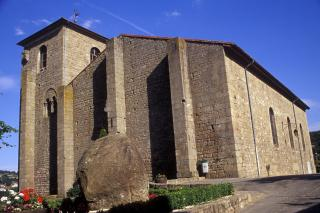
Церковь
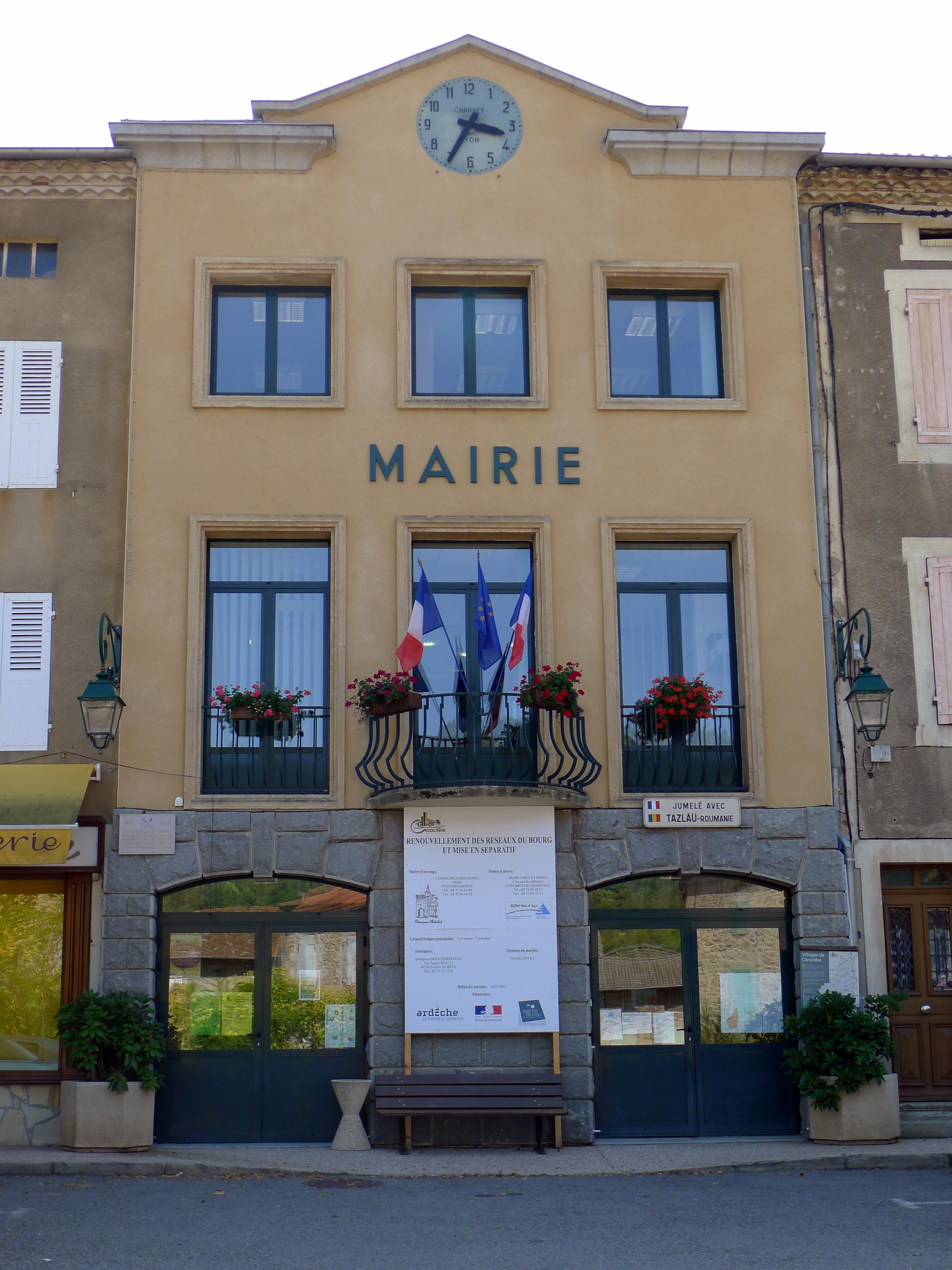
Мэрия
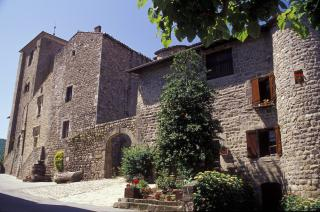
Замок
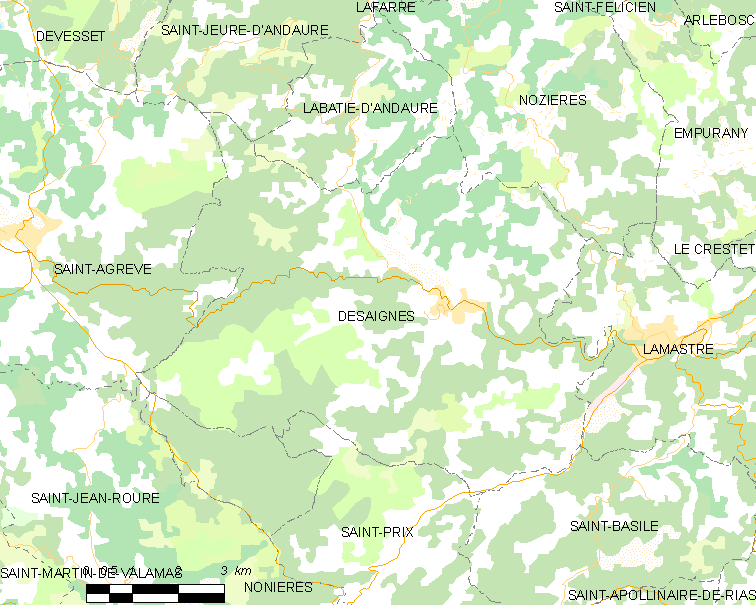
Карта коммуны